# AZ '67 in het seizoen 1968/69
Het seizoen 1968/1969 was het tweede jaar in het bestaan van de Alkmaarse betaaldvoetbalclub AZ '67. De club kwam uit in de Eredivisie en eindigde daarin, na een beslissingscompetitie tegen AZ '67 en Volendam, op de 15e plaats. Tevens deed de club mee aan het toernooi om de KNVB Beker, hierin werd in de tweede ronde verloren van ZFC (0–1).

## Wedstrijdstatistieken

### Eredivisie
|       | ADO   | Ajax  | DOS   | DWS   | Feijenoord | Fortuna SC | Go Ahead | GVAV  | Holland Sport | MVV   | NAC   | N.E.C. | PSV   | Sparta | Telstar | FC Twente '65 | Volendam |
| ----- | ----- | ----- | ----- | ----- | ---------- | ---------- | -------- | ----- | ------------- | ----- | ----- | ------ | ----- | ------ | ------- | ------------- | -------- |
| Thuis | 1 – 1 | 0 – 3 | 2 – 3 | 0 – 0 | 1 – 1      | 1 – 1      | 0 – 0    | 1 – 1 | 2 – 0         | 4 – 1 | 2 – 0 | 3 – 0  | 2 – 0 | 1 – 1  | 0 – 0   | 1 – 2         | 0 – 0    |
| Uit   | 2 – 0 | 4 – 0 | 1 – 1 | 2 – 0 | 2 – 0      | 3 – 0      | 5 – 0    | 0 – 0 | 3 – 0         | 1 – 0 | 6 – 0 | 1 – 1  | 2 – 1 | 3 – 1  | 1 – 1   | 1 – 0         | 2 – 1    |

### Beslissingswedstrijden
| Beslissingswedstrijd                                                                         | AZ '67              | 1 – 1 (1 – 0)    | DOS                  |
| 7 juni 1969 Plaats: Amsterdam De Meer Toeschouwers: 16.000 Scheidsrechter: Henk van der Veer | Bob van Rijssel 40' | Wedstrijdverslag | 60' (e.d.) Henk Tijm |
| Beslissingswedstrijd                                                                         | Volendam            | 0 – 0            | AZ '67               |
| 11 juni 1969 Plaats: Amsterdam De Meer Toeschouwer: 15.000 Scheidsrechter: Wim Schalks       |                     | Wedstrijdverslag |                      |

### KNVB Beker
| 1e ronde                                                | Zwolsche Boys          | 0 – 2 (0 – 1) | AZ '67                                   |
| 15 september 1968 Plaats: Zwolle Gemeentelijk Sportpark |                        |               | 33' (e.d.) Jan de Vries 75' Chris Dekker |
| 2e ronde                                                | ZFC                    | 1 – 0 (0 – 0) | AZ '67                                   |
| 10 november 1968 Plaats: Zaandam Westzanerdijk          | Dirk-Jan van Zaane 15' |               |                                          |

## Statistieken AZ '67 1968/1969

### Eindstand AZ '67 in de Nederlandse Eredivisie 1968 / 1969
| Stand | Gespeeld | Gewonnen | Gelijk | Verloren | Punten | Doelpunten voor | Doelpunten tegen |
| ----- | -------- | -------- | ------ | -------- | ------ | --------------- | ---------------- |
| 15e   | 34       | 5        | 13     | 16       | 23     | 27              | 53               |

### Topscorers
| #                 | Naam              | Goal |
| ----------------- | ----------------- | ---- |
| 1.                | Siem Tijm         | 8    |
| 2.                | Wim de Jager      | 4    |
| 3.                | Chris Dekker      | 3    |
| 3.                | Dick Twisk        | 3    |
| 3.                | Jan van Veen      | 3    |
| 6.                | Jan van Eikeren   | 2    |
| 7.                | Tonny Bruins Slot | 1    |
| 7.                | Jacques Kleef     | 1    |
| 7.                | Bob van Rijssel   | 1    |
| Onbekend doelpunt |                   |      |
| –                 | Onbekend          | 1    |
| Totaal            | Totaal            | 27   |

| #      | Naam            | Goal |
| ------ | --------------- | ---- |
| 1.     | Bob van Rijssel | 1    |
| Totaal | Totaal          | 1    |

| #              | Naam                         | Goal |
| -------------- | ---------------------------- | ---- |
| 1.             | Chris Dekker                 | 1    |
| Eigen doelpunt |                              |      |
| –              | Jan de Vries (Zwolsche Boys) | 1    |
| Totaal         | Totaal                       | 2    |

## Voetnoten
ADO ·
Ajax ·
AZ '67 ·
DOS ·
DWS ·
Feijenoord ·
Fortuna SC ·
Go Ahead ·
Holland Sport ·
GVAV ·
MVV ·
NAC ·
N.E.C. ·
PSV ·
Sparta ·
Telstar ·
FC Twente '65 ·
Volendam